# Новогодишње зло
Новогодишње зло (енгл. New Year's Evil) амерички је слешер хорор филм из 1980. године, редитеља Емета Алстона са Роз Кели, Кипом Нивеном, Крисом Воласом и Грантом Крамером у главним улогама. Радња прати водитељку новогодишњег панк рок шоу програма, која добија позиве од серијског убице који тачно у поноћ убија своје жртве у различитим временским зонама.
Снимање је почело 15. октобра 1980. у Лос Анђелесу, а филм је премијерно приказан 19. децембра 1980, у дистрибуцији продуцентска куће Cannon Film Distributors. Добио је негативне оцене критичара и на сајту Ротен томејтоуз оцењен је са 17%.

## Радња
Дајана „Блејз” Саливан је водитељка популарног панк рок шоу програма. Током емитовања новогодишњег издања емисије уживо, у програм се укључује гледалац, за ког се испоставља да је серијски убица, који своје жртве убија тачно у поноћ, у различитим временским зонама, а у емисији пушта снимке њихових последњих крика.

## Улоге
| Глумац        | Улога                  |
| ------------- | ---------------------- |
| Роз Кели      | Дајана „Блејз” Саливан |
| Кип Нивен     | Ричард Саливан         |
| Крис Волас    | поручник Ед Клејтон    |
| Грант Крамер  | Дерек Саливан          |
| Луиза Мориц   | Сали                   |
| Џед Милис     | Ерни Мофет             |
| Тафе О'Конел  | Џејн                   |
| Џон Грин      | наредник Грин          |
| Тери Компли   | тинејџерка             |
| Анита Крејн   | Лиса                   |
| Џени Андерсон | медицинска сестра Роби |
| Алиша Данифу  | Ивон                   |